# Стана (Залау)
Стана (рум. Stâna) насеље је у Румунији у округу Салаж у општини Залау. Oпштина се налази на надморској висини од 311 m.

## Становништво
Према подацима из 2002. године у насељу је живело 380 становника, од којих су сви румунске националности.